# Почтовая улица (Звенигород)
Почто́вая улица (ранее Таракановская) — одна из центральных улиц города Звенигорода Московской области. Является памятником истории и культуры города.

## Описание
Почтовая улица берет свое начало от спуска в Малиновый овраг и следует в юго-восточном направлении 1 км, заканчиваясь тупиком за перекрёстком с Парковой улицей. По ходу движения с начала улицы её пересекают: улица Чехова, Пролетарская улица, улица Ленина, улица Некрасова, Красная улица и Парковая улица.
Нумерация домов начинается со стороны Малинового оврага.
Почтовые индексы Почтовой улицы города Звенигорода Московской области — 143036 и 143180.

## История
Почтовая улица (бывшая Таракановская улица) обязана своим появлением прожектированному плану города 1784 года. Старое название улицы впервые встречается в документах 1864 года, а столь необычное название объясняется тем, что в 1847 году, один из кварталов улицы был отведён для постройки дома мещанину Пимену Ефимову, происходившему из крестьян сельца Тараканова Звенигородского уезда.
Сразу после Октябрьской революции в 1917 году улица была переименована в Почтовую. Это не имело никакой политической окраски. С того времени и до наших дней улица по праву носит это имя, поскольку в одном из старейших домов улицы (№ 23) располагается почтовое отделение.

## Примечательные здания и сооружения

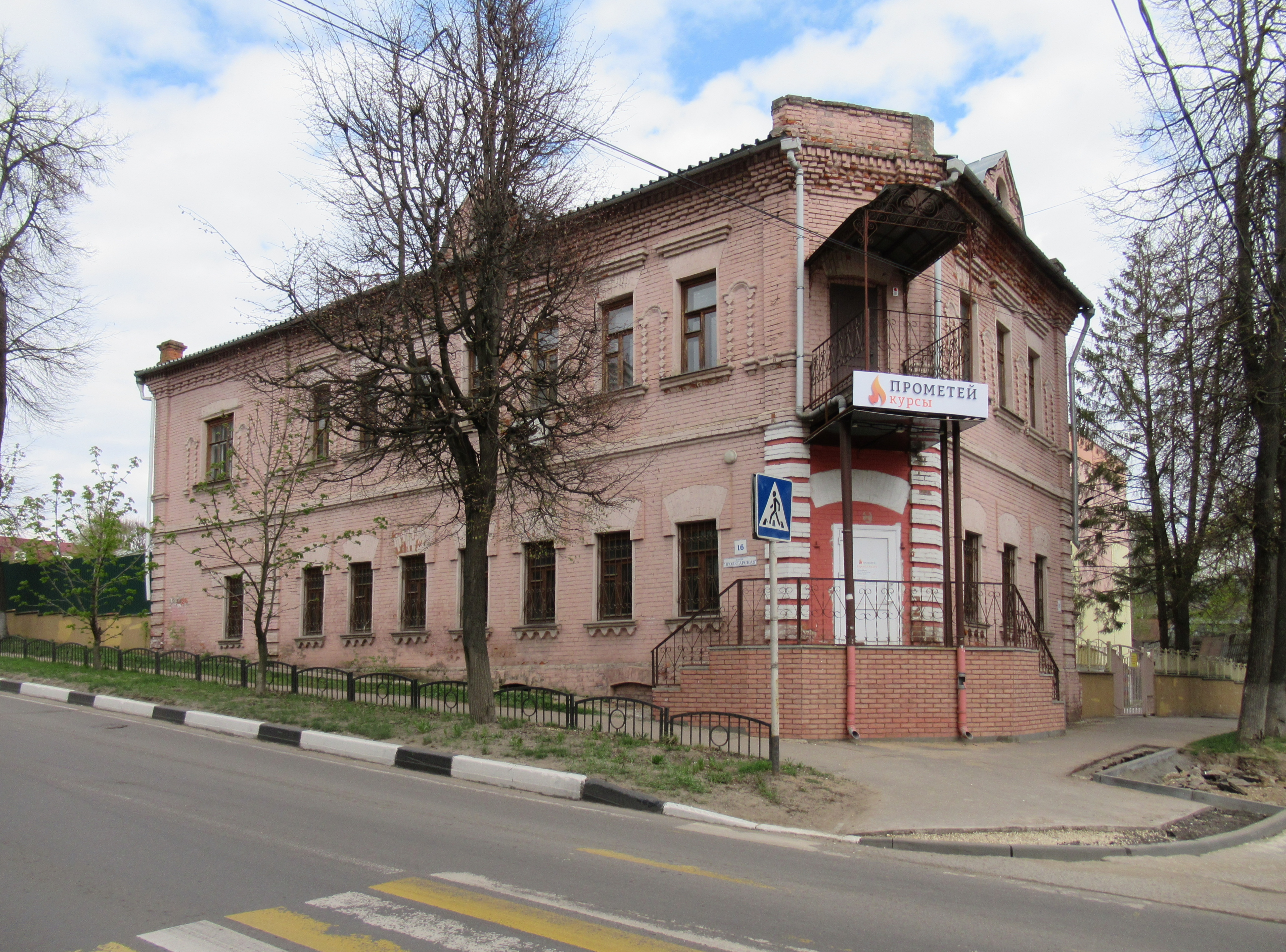
Дом Соколовых с магазином
(Почтовая улица, 19/16)

- № 3 – дом жилой, вторая четверть ХХ в.
- № 4 – флигель мещан Кухтиных, вторая четверть ХХ в.
- № 5 – флигель городской усадьбы Ксении Дуфнер, 1895 г.
- № 10 – здание Звенигородской земской управы, около 1898 г.
- № 13/12 – здание Звенигородского пищекомбината, начало 1970-х гг., построено на подвальном этаже дома купца Алексея Шестопалова, 1890 г.
- № 15, 17 – усадьба Карпова, вторая половина XIX в.
- № 16/7 – Звенигородская библиотека
- № 19/16 – дом крестьянина Ивана Соколова, около 1906 г.
- № 19а  – детский сад № 7 «Сказка»
- № 21 – дом крестьянина Николая Блинова, начало ХХ в.
- № 23 – дом купца Семёна Пискарёва (ныне Почта), около 1906 г.
- № 31 – дом мещан Сказочкиных, начало ХХ в.
- № 43 – дом мещанки Дарьи Лошаковой, 1889 г.
- № 45 – дом мещанина Дмитрия Титова, 1911 г.
- № 47 – дом мещанки Марии Морозовой, 1901 г.
- № 49/8 – здание Звенигородской женской гимназии (ныне Дом детского творчества), архитектор А. И. Михайловский, 1911-1912 гг.
- № 51 – здание интерната Звенигородской женской гимназии (ныне Отдел опеки и попечительства), около 1916 г., вторая четверть ХХ в.
- № 51б – Звенигородский городской суд
- № 75 – здание конторы «Центр-газ»

## Транспорт
По смежной Пролетарской улице осуществляется движение общественного транспорта. Проходят городские автобусные маршруты № 10, № 13, № 23, №23/51, № 25/51, № 51 и № 455.